# Ceres (Goiás)
Ceres – gmina w Brazylii, w stanie Goiás. Jej powierzchnia wynosi 213,497 km². 19 092 mieszkańców.